# جانغ جو لي
وُلد جانغ جاو لي بمقاطعة فو جيانالواقعة بمركز جينجينانغ في شهر نوفمبر عام( 1946) ، يُعتبر إحدى قادة الحزب الشيوعى الصينى الرئيسين، و جمهورية الصين الشعبية ، تخرج من جامعة شيامن قسم التخطط الاقتصادي والإحصاء، وكان أول من عمل في اللجنة الدائمة للمكتب السياسي للحزب الشيوعي الصيني ، وعمل أيضاً كنائب لرئيس مجلس الدولة( وكان في المرتبة الأولى) ، عمل أيضاً كسكرتير للحزب.
إنضم جانغ جو لي للحزب الشيوعى الصينى في شهر ديسمبر عام 1973، كان عضو في اللجنة المركزية السابعة والثامنة عشر التابعة للمكتب السياسى بالحزب الشيوعى الصينى وكان في المرتبة السابعة، شغل العديد من المناصب القيادية الرئيسية في كلاً من جونغ دونغ، شان دونغ وتيانجينغ ..وغيرها من المقاطعات، عمل كنائب لسكرتيرالحزب الشيوعى التابع لمقاطعة جوانغ دونغ، وأمين اللجنة التابعة لمدينة شنتجن، ومحافظ مقاطعة شانغ دونغ، وسكرتير لجنة الحزب لبلدية تيانجين وغيرها.

## تجاربه الحياتية الأولي
بعد تخرجه من مدرسة إعدادية تابعة لمركزجين جيانغ، قضى خمس سنوات ذلك بداية من عام 1965حتى عام 1970 منهمكاً في دراسة الاقتصاد ب جامعة شياه من، وبعد تخرجه عمل لمدة أربعة عشرعام بشركة ماو مينج للبترول كحمَال بمستودع عام خاص بقسم اللوجيستيك، ثم بعد ذلك أصبح عضو اللجنة الدائمة التابعة لشركة ماومينغ لصناعة النفط، ومديرالتخطيط، ونائب مدير الشركة، وفي عام 1984 أصبح مدير شركةالصين للبتروكيماويات.

## المهن السياسية
عمل في شهر أكتوبرمن عام 1984 كنائب أمين الحزب الشيوعى الصينى التابع لمدينةماومينغ، وكان ذلك بمثابة خطوة لدخوله عالم السياسة، عمل أيضاً كمدير لشركة ماومينغ للصناعات البترولية. عمل في شهر مايو عام 1985 كمدير اللجنة الاقتصادية لمقاطعة قوانغ دونغ، وعندما بلغ من العمرالثانية والأربعين شغل منصب نائب محافظ حكومة مقاطعة قوانغدونغ الشعبية ، في شهر مايو عام 1993 ، خلال فترة توليه منصب نائب المحافظ، اُختير لتولى منصب أمين اللجنة الدئمة بالحزب الشيوعى التابع لمقاطعة قوانغدونغ، خلال فترة توليه كما شغل منصب مدير لجنة التخطيط الإقليمية وعمل كقائد للفريق المسئول عن التخطيط ب المنطقة الاقتصادية التابعة لدلتا نهر اللؤلؤ ..وغيرها.
في شهر ديسمبر من عام 1997 شغل منصب أمين لجنة الحزب الشيوعى الصينى التابع لمدينةشنجن، المؤتمر الوطني الخامس عشر للحزب واُختير كعضو مناوب في اللجنة المركزية ب المؤتمر الوطني الخامس عشر للحزب الشيوعي الصيني، بعد عام تقريباً شغل منصب نائب أمين لجنة الحزب الشيوعى التابعة لمقاطعة قوانغدونغ، وواصل عمله كأمين للجنة التابعة لمدينة شنتجن.
تم اختياره في عام 1999 للعمل ك بروفيسور ب جامعة تسينغ - هوا، وتم اختياره أيضاً للعمل كأستاذ وعميد كية إدارة الأعمال، في شهر يونيو من عام 2000 عمل كمدير اللجنة الدائمة للمجلس الشعبي لبلدية شنتجن،1999年 بعد أكثر من عام ترك العمل بمدينة جوانغ دونغ بعد عمل دؤوب استمر لمدة 31 عام.
عمل بعد ذلك كنائب أمين لجنة مقاطعة شاندونغ التابع للحزب الشيوعي الصيني، ومحافظ مقاطعة شاندونغ، في الرابع عشر من نوفمبر عام 2002 اُختير كعضو في المؤتمر السادس عشر للحزب الشيوعى الصينى، وعاد بعد أسبوع إلى بكين ليكون مسئول عن خدمة وو قوان تشينغ، كما عُين كأمين لجنة الحزب الشيوعى الصينى التابع لمقاطعة جوانغ دونغ.
في شهر يناير من عام 2003 تم انتخابه كمدير اللجنة الدائمة لمجلس نواب التابع لمقاطعة شاندونغ، بعد أكثرمن ثلاثة أعوام تقاعد من عمله، وعمل كسكرتير لجنة بلدية تيانجين التابعة للحزب الشيوعى الصينى، بعد ذلك بسبعة أشهرشارك في الجلسة العامة الأولى للجنة المركزية الـ 17 للحزب الشيوعي الصيني، تم اختياره ليصح أحد أعضاء المكتب السياسى المركزى، ثم أصبح قائد للحزب والدولة.

## العائلة
```
تُدعى زوجته (جانغ ديا) ، كانت زميلته في العمل بشركة مياو مينغ للصناعات النفطية،
[
3
]
 ابنه جندياً ويبلغ من العمر 23 عام، وتولى تربية جانغ شياو يان (آنى) ابنة ابن عمه، وزوج ابنته لى شن بوا، رئس جانغ جاو لى إدارة 17 شركة بمدينة هونغ كونغ، وعضو ب اللجنة الاستشارية السياسية بمدينة شنتجن، ونائب رئيس رابطة رجال الأعمال بمدينة شنتجن .
قام بتربية ابنة عمه جانغ سياو يان (آنى) كأبنته، والدا زوج ابنة جانغ جاو لى يُدعى لى جيان يى، يعملان كمدراء لشركة شين يى للزجاج الواقعة في مقاطعة فو تيان بمدينة تشوان تجو، وهم العملاء الرئيسيون لشركة شين يى للتكنولوجيا، وهي أهم أجهزة الأمن العام في البرالرئيسى .
[
4
]
[
5
]
```

حفيد (هارمان)
الحفيدة الجميلة (ناتاشا)
حفيدة (اليشا)
```
ابن عمه : برعاية حكومة فو تيان والبر الرئيسى الصينى ( شبكة المستهلك ) ، قال تشانغ جانغ في مقالاته أن ابن عم جانغ جاو لى كان يُهرب الفلبينين في الستينات والسبعينات، شارك في فريق حرب العصابات الفلبينية، وقاتل حتى الموت مع القوات الحكومية، لم تعد هذه المشكلة اليوم مهمة، لكن على الأقل يمكن القول بأن المتطوعين كانوا أبطالاَ، ولكن لسوءالحظ كان أخوه الأصغر (جانغ جاو لى) صغيرً جدً، لم ينضم لصفوف الشهداء.
بعدما أصبح جانغ جاو من قادة الحزب والدولة، عاد إلى منزله للمرة الأولى في مهرجان تشينغ مينغ في عام 2010 ،
[
6
]
أقاربه هم:" تساى تشنغجو ويانغ شاولينج"، وهو مالك سوق دينغ لى باو للخضراوات بالجملة، هو أيضاً صاحب شركة شاندونغ يى ديان تشانغ الصناعية .
[
7
]
```

## الوصلات الخارجية
السيرة الذاتية ل جانغ جو لي
سيرته الذاتية على موقع جريدة الشعب اليومية
http://www.wenxuecity.com/news/2012/11/03/2062610.html